# Кучерява Зоя Олексіївна
Зо́я Олексі́ївна Кучеря́ва, до шлюбу Товкач (1 серпня 1949, с. Рудня-Повчанська Лугинського району Житомирської області) — українська поетеса. Заслужена діячка мистецтв України (2003). Член Національної спілки письменників України (від 1994 року).

## Біографічні відомості
Закінчила філологічний факультет Кам'янець-Подільського педагогічного інституту (нині Кам'янець-Подільський національний університет імені Івана Огієнка).
Викладачка педагогічного коледжу при Київському університеті імені Тараса Шевченка.

## Творчість
- Збірки віршів:
  - «Найдорожче» (1989),
  - «Даждь нам днесь…» (1992).
- Збірка літературно-музичних композицій «Скриня» (1997).
- Книга прози «Ностальгія» (1997).
- Книга пісень на вірші Кучерявої «Рапсодія душі» (2002).
- Збірка віршів і пісень «Я розбиваюсь об реальність» (2005).

Авторка багатьох популярних пісень. 2007 року видано два аудіоальбоми пісень на вірші Зої Кучерявої: «Відпустіть в небеса журавля» та «Горобина терпка».